# Listă de filme fantastice
Aceasta este o listă de filme fantastice, împărțită după decenii:
- Listă de filme fantastice înainte de 1930
- Listă de filme fantastice din anii 1930
- Listă de filme fantastice din anii 1940
- Listă de filme fantastice din anii 1950
- Listă de filme fantastice din anii 1960
- Listă de filme fantastice din anii 1970
- Listă de filme fantastice din anii 1980
- Listă de filme fantastice din anii 1990
- Listă de filme fantastice din anii 2000
- Listă de filme fantastice din anii 2010
- Listă de filme fantastice din anii 2020